# 齐滕 (梅克伦堡-前波美拉尼亚州)
齐滕（德語：Ziethen）是德国梅克伦堡-前波美拉尼亚州的一个市镇，隶属于前波美拉尼亚-格赖夫斯瓦尔德县。总面积为18.35平方千米，截至2020年总人口为457人。